# Valeri Kubásov
Valeri Nikoláievich Kubásov (en ruso: Вале́рий Никола́евич Куба́сов; Viázniki, Óblast de Vladímir, Unión Soviética, 7 de enero de 1935 - Moscú, Rusia, 19 de febrero de 2014) fue un cosmonauta soviético, que participó en tres misiones en el programa Soyuz: dos de ellas como ingeniero de vuelo (Soyuz 6 y Soyuz 19, la misión Apolo - Soyuz), y otra como comandante (Soyuz 36). El 21 de julio de 1975, el módulo Soyuz 7K -TM utilizado para ASTP aterrizó en Kazajistán a las 17:51 y Kubásov fue el primero en salir de la nave.
También estuvo involucrado en el desarrollo de la estación espacial Mir. Se retiró del programa espacial soviético en marzo de 1993. Más tarde fue director adjunto de RKK Energia.
Kubásov había burlado a la muerte dos veces durante su carrera espacial. Formó parte de la tripulación que estaba destinada originalmente para volar Soyuz 2, el cual se encontró que tenía el mismo sensor paracaídas defectuoso que resultó en la muerte de Vladímir Komarov en la Soyuz 1 y posteriormente se puso en marcha sin tripulación. Más tarde, regresó a tierra por razones médicas antes del vuelo de Soyuz 11, que mató a la tripulación cuando la cápsula se despresurizó accidentalmente por una válvula defectuosa.
Fue galardonado con:
- Dos veces Héroe de la Unión Soviética[1]
- Piloto-Cosmonauta de la URSS
- Tres Condecoraciones de la Orden de Lenin
- Medalla por los Méritos en la Exploración del Espacio
- Medalla Conmemorativa por el Centenario del Natalicio de Lenin
- Medalla al Trabajador Veterano
- Medalla de Oro de la Academia de Tsiolkovsky de Ciencias de la URSS
- Medalla de Oro Yuri Gagarin
- Héroe de la República Popular de Hungría
- Medalla de Oro "al mérito en el Desarrollo de la Ciencia y de la Humanidad" (Checoslovaquia)
- Medalla de "Tecnicista del Pueblo" (Yugoslavia)

## Muerte
Kubásov murió en Moscú el 19 de febrero de 2014 (murió de un derrame cerebral). Le sobrevivieron su esposa Liudmila Kurovskaya y sus hijos Yekaterina y Dmitri.